# Elba Ramalho
Elba Ramalho   (Conceição, 17 d'agost de 1951) és una cantautora i actriu brasilera. Se la coneix com "la reina del forró".
A més de la seua exitosa carrera en solitari, Elba ha col·laborat amb una sèrie d'artistes brasilers ben establerts, com Alceu Valença, Geraldo Azevedo, i el seu cosí germà Zé Ramalho. Entre els diversos estils musicals que ha interpretat, destaquen forró, MPB, xote, baião, xaxado, maracatu i frevo.

## Carrera artística
Nascuda a l'estat de Paraíba, regió nord-est del Brasil, va traslladar-se l'any 1974 a Rio de Janeiro per donar una empenta a la seva carrera artística. A Rio va començar a cantar en locals nocturns i es va endinsar en el món del teatre i els musicals, amb un breu pas pel cinema. En aquella època coneixeria al seu gran amic Alceu Valença i començaria a treballar amb artistes reputats, com Marieta Severo, Chico Buarque, Maria Bethânia o Alcione.

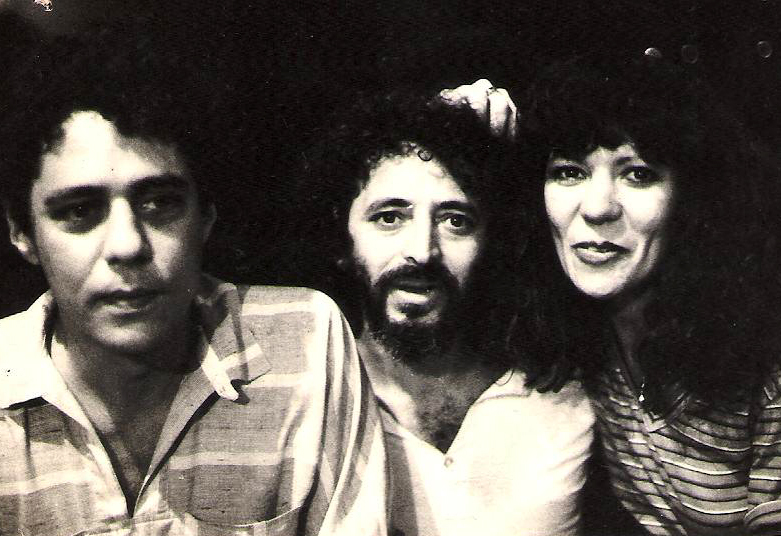
Amb Chico Buarque (esq.) i Geraldo Azevedo, 1980

L'any 1979 enregistraria el seu primer LP, Ave de prata. Produït per la CBS, l'àlbum va tenir la participació de noms destacats de la música brasilera: Dominguinhos, Zé Ramalho, Geraldo Azevedo, Sivuca i Jackson do Pandeiro. Mica a mica va fer-se un nom al país. Amb aquesta companyia llançaria dos treballs més, fins que va incorporar-se a Ariola. Guiada pel productor musical Marco Mazzola, el 1982 va publicar el quart disc, Alegria, amb el que va obtenir el primer disc de platí. Artísticament, va decidir amagar el seu accent nordestí i donar un clima més festiu als seus concerts, allunyant-se de la imatge soferta que acompanyava molts dels seus conterranis. Els seus espectacles eren molt elogiats, ja que l'artista posava en pràctica tot el que havia aprés en els seus anys d'actriu teatral. El següent LP, Coração brasileiro (1983), va acabar d'enlairar la carrera d'Elba. La revista Veja va proclamar-la «la major estrella de la música brasilera» d'aquell any. L'àlbum Do jeito que a gente gosta (1984) va tenir una cançó censurada per la dictadura i les ràdios no podien emetre-la. La situació política al Brasil estava canviant, s'apropava el final de la dictadura i el poble brasiler sortia al carrer demanant eleccions democràtiques. El 1985, Ramalho va llançar Fogo na mistura, amb cançons de caràcter polític. La cantant va participar del moviment Diretas Já! i va col·laborar amb artistes de l'esquerra llatinoamericana, com Silvio Rodriguez o Pablo Milanés. Amb ells, la paraibana va incorporar ritmes caribenys a la seva discografia.

La col·laboració amb Mazzola va terminar amb l'àlbum Remexer, de 1986. El disc va continuar amb la tònica anterior, envoltant Ramalho d'artistes importants, com Martinho da Vila, Cazuza, João Bosco, Carlinhos Brown o Gonzaguinha. D'aquí en endavant, Ramalho va incorporar al seu repertori la lambada, un ritme musical de la regió nord del Brasil que es va tornar molt popular en aquella època. El 1989 va protagonitzar un reportatge fotogràfic no explícit per a l'edició nacional de Playboy. La cantant va seguir gaudint de gran popularitat, però el ritme de vendes dels seus CDs va anar caient mica a mica, canviant de discogràfica a mitjans dels anys noranta. L'any 1996 treu amb BMG Leão do norte, que va rebre molt bones crítiques i va superar les 300 mil unitats venudes. Va comptar amb la participació de Dominguinhos, Jackson do Pandeiro, Zé Ramalho, Lenine, Chico César, Dorival Caymmi i Caetano Veloso. De la gira promocional del disc, es va publicar un concert en VHS, que va obtenir el Premi APCA al millor concert de l'any. Aquest àlbum i els dos següents van ser produïts per Robertinho de Recife.

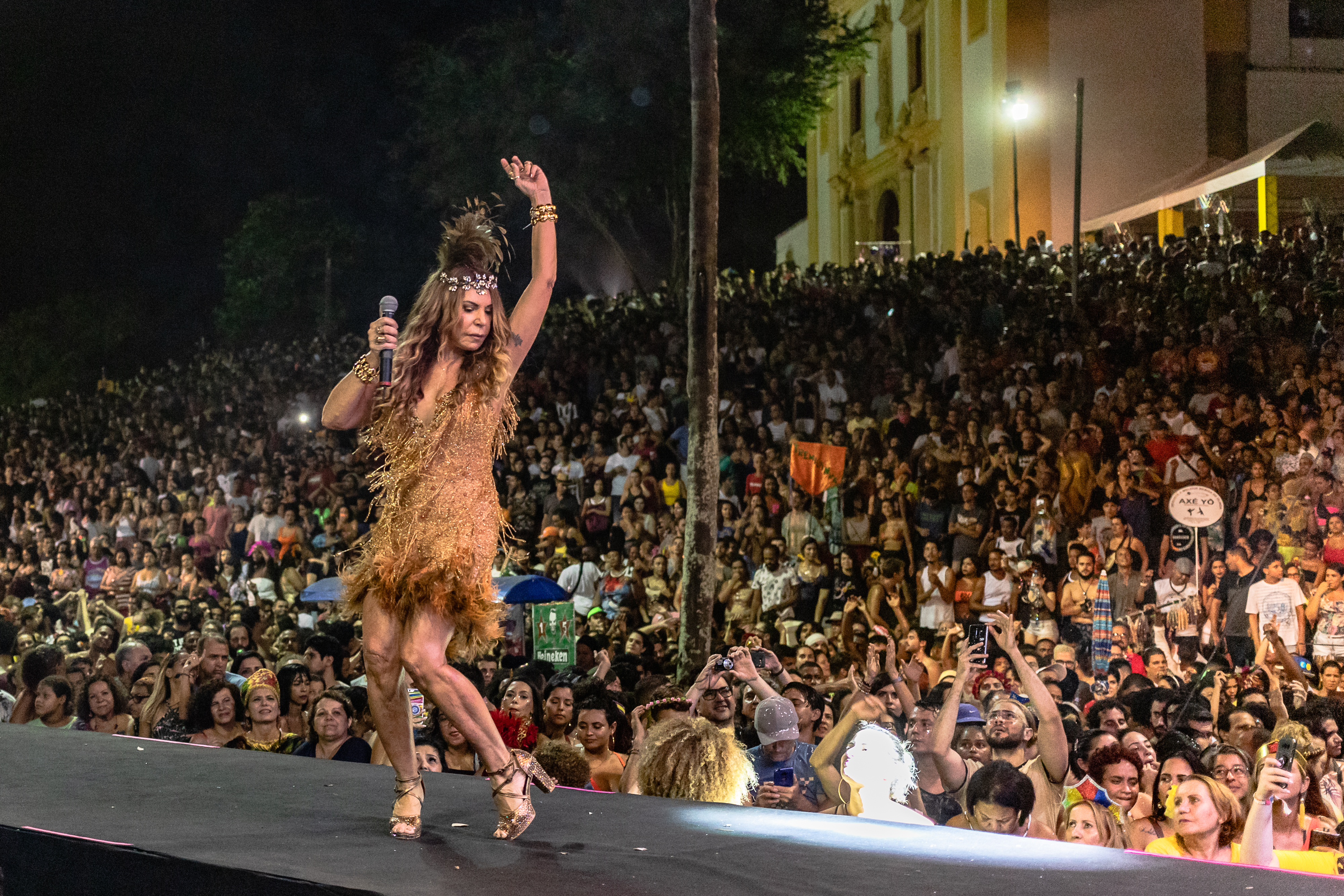
Actuació a Olinda, 2019.

Elba Ramalho va commemorar l'any 1999 el seu vintè aniversari als escenaris amb l'àlbum doble Solar, on revisava els majors èxits de la seva carrera. Un dels CDs va ser enregistrat en directe, durant un concert a Salvador; mentre que l'altre va ser d'estudi i amb Djavan i Margareth Menezes d'artistes convidats. La gira internacional va durar dos mesos, passant per Itàlia, Alemanha, Suïssa, Portugal, França i els Estats Units. Solar va ser l'últim CD de la paraibana en arribar a les 150.000 unitats venudes.
El 2002 va publicar Elba canta Luís, un tribut al cantant Luiz Gonzaga, màxim exponent del baião i qui va popularitzar la música nordestina al pol Rio-São Paulo. Després d'aquest àlbum, Ramalho va editar dos CDs seguits en directe (Elba ao vivo i Elba e Dominguinhos ao vivo), que serien els últims amb BMG. Tot i passar a treballar amb editores independents, els treballs més recents de la cantant han seguit gaudint del respecte de la crítica. O Ouro do Pó da Estrada (2019) i Eu e Vocês (2020) van ser nominats als Premis Grammy Llatins.

### O Grande Encontro

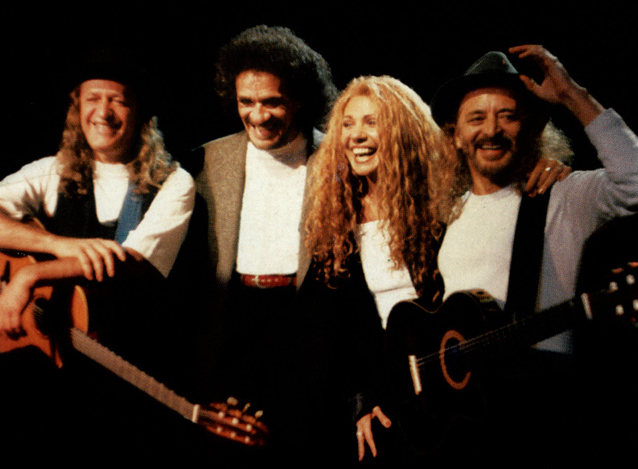
O Grande Encontro (1996).

El 1995, Geraldo Azevedo i Zé Ramalho havien engegat el projecte Dueto, i van sortir de gira per tot el Brasil, cantant els èxits que havien creat plegats. Pel concert que van fer al Canecão (Rio de Janeiro), van decidir ampliar l'espectacle i convidar els amics Alceu Valença i Elba Ramalho. Aquella nit, van cantar clàssics de les carreres dels quatre i van rescatar èxits de Luiz Gonzaga i Geraldo Vandré. També van participar-hi col·legues com Vital Farias, Chico César i Carlos Fernando. El concert va ser enregistrat i va publicar-se el 1996, obtenint un triple disc de platí.
O Grande Encontro 2 es va publicar només un any després, aquest cop gravat en estudi, però sense la participació d'Alceu. Tots tres van reunir-se novament l'any 2000, editant el tercer volum de la saga. O Grande Encontro 3, que recuperava el format en directe del primer, va tenir la col·laboració de Lenine, Moraes Moreira i Belchior.
A mitjans de la dècada del 2010, els amics van tornar a sortir de gira, rememorant el vintè aniversari del seu primer show plegats. Aquest cop, Alceu Valença sí que va participar i l'absent va ser Zé Ramalho. La gira va rendir un nou LP en directe: O Grande Encontro 20 anos: Alce, Elba e Geraldo, publicat el 2016.

## Vida personal

### Família
En una entrevista, Ramalho va explicar que havia quedat embarassada als 22 anys i que van practicar-li l'avortament en una clínica clandestina. L'artista va estar casada amb l'actor i cantautor Maurício Mattar (1985-1990), amb el que va tenir el seu fill Luã Yvys. Degut a les seqüeles derivades de l'avortament, va haver de seguir un tractament especial per tal que l'embaràs arribés a termini, i els metges van recomanar-li que no provés a quedar-se prenyada de nou. Passats els anys, va contraure matrimoni amb el model Gaetano Lopes (1996-2008), amb el que van adoptar dues nenes, Maria Clara i Maria Esperança. Després del divorci, Elba va adoptar una altra nena, Maria Paula. Poc després, la cantant va ser diagnosticada de càncer de mama, rebent l'alta mèdica el 2012.

### Posicions polítiques
Tot i haver format part activa de la lluita per la recuperació democràtica i d'alinear-se amb personalitats d'esquerra als anys vuitanta i noranta, la cantant ha esdevingut una ferma defensora dels valors conservadors. És membre del Moviment Pro-Vida (malgrat el seu avortament) i és cara visible d'esdeveniments catòlics al Brasil. El gener de 2021, quan passava gairebé un any que l'OMS havia declarat la pandèmia de COVID-19, Ramalho va declarar en les seves xarxes socials que es tractava d'un intent dels comunistes per destruir als cristians, i que devien romandre fidels confiant que Déu els protegís.
Elba Ramalho va mostrar-se favorable a les polítiques del govern del President Jair Bolsonaro (2019-2022). Això li va comportar crítiques del públic i també desavinences amb altres cares famoses de la música brasilera, com Daniela Mercury o Geraldo Azevedo.

## Discografia

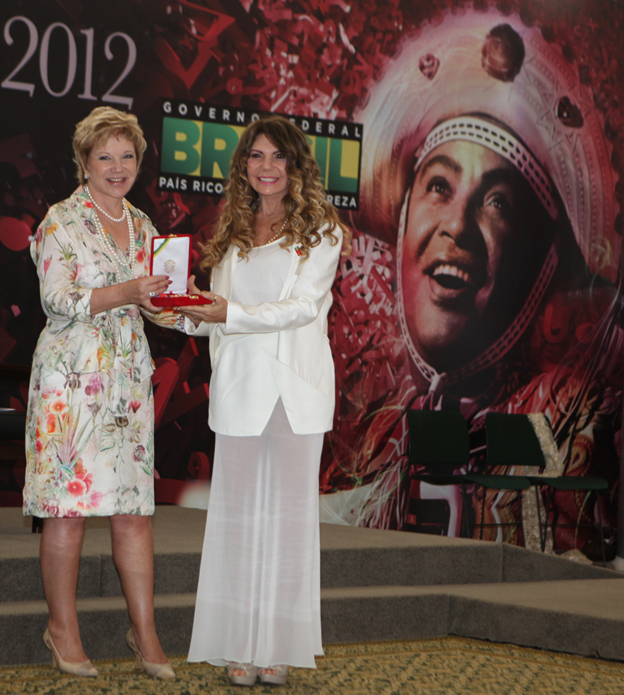
Rebent la medalla de l'Orde del Mèrit Cultural, 2012.

| Any  | Àlbum                                             | Discogràfica      | Format  | Vendes    | Certificacions |
| ---- | ------------------------------------------------- | ----------------- | ------- | --------- | -------------- |
| 1979 | Ave de Prata                                      | Epic/CBS          | LP      | 70.000    | —              |
| 1980 | Capim do Vale                                     | Epic/CBS          | LP      | 80.000    | —              |
| 1981 | Elba                                              | CBS               | LP      | 90.000    | —              |
| 1982 | Alegria                                           | Ariola            | LP      | 300.000   | Platí          |
| 1983 | Coração brasileiro                                | Ariola            | LP      | 400.000   | Platí          |
| 1984 | Do Jeito que A Gente Gosta                        | Ariola            | LP      | 250.000   | Platí          |
| 1985 | Fogo na mistura                                   | Ariola            | LP      | 300.000   | Platí          |
| 1986 | Remexer                                           | Ariola            | LP      | 200.000   | Or             |
| 1987 | Elba                                              | Ariola            | LP      | 250.000   | Platí          |
| 1988 | Fruto                                             | Ariola            | LP      | 150.000   | Or             |
| 1989 | Popular Brasileira                                | Ariola            | LP      | 150.000   | Or             |
| 1990 | Ao Vivo                                           | Ariola            | LP      | 250.000   | Platí          |
| 1991 | Felicidade Urgente                                | Ariola            | LP      | 120.000   | Or             |
| 1992 | Encanto                                           | Ariola            | LP      | 130.000   | Or             |
| 1993 | Devora-me                                         | Ariola            | LP      | 140.000   | Or             |
| 1995 | Paisagem                                          | BMG               | CD      | 250.000   | Platí          |
| 1996 | Leão do Norte                                     | BMG               | CD      | 400.000   | Platí          |
| 1996 | Grande Encontro                                   | BMG               | CD      | 1,200.000 | Diamond        |
| 1997 | Baioque                                           | BMG               | CD      | 120.000   | Or             |
| 1997 | Grande Encontro 2                                 | BMG               | CD      | 750.000   | 3× Platí       |
| 1998 | Flor da Paraíba                                   | BMG               | CD      | 100.000   | Or             |
| 1999 | Solar                                             | BMG               | CD      | 150.000   | Or             |
| 2000 | O Grande Encontro 3                               | BMG               | CD      | 250.000   | Platí          |
| 2001 | Cirandeira                                        | BMG               | CD      | 100.000   | Or             |
| 2002 | Elba Canta Luiz                                   | BMG               | CD      | 100.000   | Or             |
| 2003 | Elba Ao Vivo                                      | BMG               | CD      | 100.000   | Or             |
| 2005 | Elba e Dominguinhos Ao Vivo                       | BMG               | CD      | 50.000    | Or             |
| 2007 | Qual o Assunto Que Mais Lhe Interessa?            | Ramax             | CD      | 40.000    | —              |
| 2009 | Balaio de Amor                                    | Biscoito Fino     | CD      | 40.000    | —              |
| 2010 | Marco Zero Ao Vivo                                | Biscoito Fino     | CD, DVD | 7.000     | —              |
| 2013 | Vambora lá Dançar                                 | Saladesom Records | CD      | 10.000    | —              |
| 2013 | Cordas, Gonzaga e Afins                           | Coqueiro Verde    | CD, DVD | 3.500     | —              |
| 2015 | Do Meu Olhar pra Fora                             | Coqueiro Verde    | CD      | 3.500     | —              |
| 2017 | Eu Sou o Caminho                                  | Acauã Produtora   |         |           |                |
| 2019 | O Ouro do Pó da Estrada                           | DeckDisc          |         |           |                |
| 2020 | Eu e Vocês                                        | Acauã Produtora   |         |           |                |
| 2021 | Festa (amb Fagner)                                | Universal         |         |           |                |
| 2022 | Elba Ramalho no Maior São João do mundo (Ao Vivo) | DeckDisc          |         |           |                |

## Premis i guardons
Elba Ramalho ha guanyat diversos Premis de la Música Brasilera, dintre de la Categoria Regional:
- Millor intèrpret femenina: 1989, 1991, 1993, 1995, 1996, 2001, 2003, 2004, 2010, 2011
- Millor cançó: 1989, 2006
- Millor duet: 2006 (amb Dominguinhos)

També ha estat quatre cops nominada als Premis Grammy Llatins, en la categoria de Millor Àlbum de Música Regional o d'Arrel Brasilera (2008, 2009, 2019, 2021). L'any 2012 va ser condecorada amb la medalla de l'Orde del Mèrit Cultural.